# یواس‌اس مینتونکا (۱۸۶۷)
یواس‌اس مینتونکا (۱۸۶۷) (به انگلیسی: USS Minnetonka (1867)) یک کشتی بود که طول آن ۳۱۳ فوت ۶ اینچ (۹۵٫۵۵ متر) بود. این کشتی در سال ۱۸۶۷ ساخته شد.